# Coco Austin
Nicole Natalie Austin, (født 17 marts 1979), almindeligvis kendt som Coco Marie, Coco-T, og Coco er en amerikansk skuespillerinde, danser, glamour model og tv-personlighed. Hun er bedst kendt for sin figur og ægteskab med rapperen/skuespilleren Ice-T.
Nicole blev født i Palos Verdes i Californien. Hendes forældre var skuespillere, der mødte hinanden på et filmset i serien Bonanza. Hun har også en lillesøster (Kristy Williams) og en lillebror. Som et lille barn, udtalte hendes bror sin søsters navn forkert, ved at sige "Cole Cole" eller "Co-co" i stedet for "Nicole". Til sidst begyndte familien og vennerne at interessere sig for at kalde Nicole for Coco. Familien flyttede til Albuquerque i New Mexico, da hun var 10. Hun voksede op som en drengepige, og spillede fodbold.